# یواس‌اس واسپ (ال‌اچ‌دی-۱)
یواس‌اس واسپ (ال‌اچ‌دی-۱) (به انگلیسی: USS Wasp (LHD-1)) یک کشتی است که طول آن ۸۴۴ فوت (۲۵۷ متر) می‌باشد. این کشتی در سال ۱۹۸۷ ساخته شد.